# Complexul de edificii ale Școlii Teologice, Chișinău
Complexul de edificii ale Școlii Teologice este un monument de arhitectură și istorie de însemnătate națională din Chișinău, introdus în Registrul monumentelor de istorie și cultură a municipiului Chișinău, alcătuit de Academia de Științe.

## Istoric
Școala teologică a fost fondată la începutul sec. al XIX-lea și se afla inițial în clădirile care aparțineau Seminarului duhovnicesc. La începutul anilor 1870, Conducerea școlii a decis construcția unei clădiri proprii cu capelă și alte anexe. Uprava a dăruit Școlii un sector de pământ mărginit de străzile Reni, Livezilor și a Seminarului — teritoriul actual al complexului de edificii. În primăvara anului 1875, Secția de construcții a Conducerii guberniale a confirmat proiectul arhitectului Mihail Seroținsky și devizul de cheltuieli a construcției blocului principal al școlii și a atenansei de lângă el.
Construcția bisericii de lângă școală — actualmente Biserica Întâmpinarea Domnului din Chișinău — a început imediat după inaugurarea școlii. În vara anului 1878 Secția de construcții a Upravei a confirmat proiectul bisericii, care a fost gata în 1880. Elaborarea proiectului, a devizului de cheltuieli și supravegherea construcției au fost efectuate de același arhitect Mihail Seroținsky. În 1902, biserica cu hramul Întâmpinarea Domnului a fost lărgită, pe acoperișul ei fiind instalate încă patru turle.
Clădirea în două etaje pe strada Mitropolit Gavriil-Bănulescu Bodoni este construită la sfârșitul secolului al XIX-lea, pentru spital, după proiectul lui Seroținsky. Actualmente în aceste clădiri se află Academia Teologică. Câțiva ani mai târziu, la capătul de sud al școlii, a fost adăugată o nouă clădire, care prin arhitectura sa făcea corp comun cu incinta construită anterior. Intrarea acesteia era din partea străzii, dar mai târziu aceasta a fost înlocuită de o fereastră.

## Descriere
Este un edificiu construit în două etaje, cu trei rezalite la fațada principală, aliniată la linia roșie a străzii, cărora le corespund corpuri de clădire la fațada posterioară. Fațada este simetrică, cu 23 de axe compoziționale, dintre care cinci revin la partea centrală, câte trei la rezalitele laterale și central, cu o dispoziție echidistantă. Partea centrală se evidențiază prin forma în arc a ferestrelor, cu intrarea în axa de simetrie, umbrită de o copertină metalică, rezalit dominat de un atic plin cu partea centrală curbă. Rezalitele laterale, mărginite de pilaștri cu bosaje orizontale, sunt finisate de câte un parapet plin. Ferestrele, terminate în partea de sus în arc de cerc, sunt conturate de ancadramente (cu evidențierea bolțarilor centrali), care fac corp comun cu consolele plitelor de pervaz. Stilul arhitectural este eclectic.
Restaurarea clădirii a demarat în 2015.